# Banda do Mar (álbum)
Banda do Mar é o primeiro álbum da banda luso-brasileira Banda do Mar. Foi lançado para download digital no dia 5 de agosto de 2014 sob o selo da Sony Music. A versão física do álbum foi lançada no dia 5 de setembro de 2014.
O álbum de estréia da banda, ganhou uma prensagem em vinil azul pela Revista NOIZE (primeiro serviço de assinatura de discos de vinil da América Latina, e segunda fabricante de vinil do Brasil atrás somente da Polysom), junto com o vinil, o cliente recebe uma revista que fala sobre o álbum de estréia da banda.
Foi eleito o quarto melhor disco nacional de 2014 pela Rolling Stone Brasil.

## Lista de faixas
| N.º            | Título              | Compositor(es)  | Duração |  |
| 1.             | "Cidade Nova"       | Marcelo Camelo  | 2:56    |  |
| 2.             | "Mais Ninguém"      | Mallu Magalhães | 2:48    |  |
| 3.             | "Hey Nana"          | Camelo          | 3:05    |  |
| 4.             | "Muitos Chocolates" | Magalhães       | 2:19    |  |
| 5.             | "Pode Ser"          | Camelo          | 4:27    |  |
| 6.             | "Mia"               | Magalhães       | 4:09    |  |
| 7.             | "Dia Clarear"       | Camelo          | 3:41    |  |
| 8.             | "Me Sinto Ótima"    | Magalhães       | 3:53    |  |
| 9.             | "Faz Tempo"         | Camelo          | 4:22    |  |
| 10.            | "Seja Como For"     | Magalhães       | 3:39    |  |
| 11.            | "Solar"             | Camelo          | 3:32    |  |
| 12.            | "Vamo Embora"       | Camelo          | 5:26    |  |
| Duração total: | Duração total:      | Duração total:  | 43:50   |  |

## Singles
| Single                                                                                  | Ano  | Melhores posições | Melhores posições |
| Single                                                                                  | Ano  | BRA               | POR               |
| --------------------------------------------------------------------------------------- | ---- | ----------------- | ----------------- |
| Mais Ninguém                                                                            | 2014 | 3                 | —                 |
| Hey Nana                                                                                | 2014 | 26                | —                 |
| Muitos Chocolates                                                                       | 2014 | 11                | —                 |
| Dia Clarear                                                                             | 2014 | 12                | —                 |
| "—" denota singles que não entraram nas paradas musicais ou não foram lançados no país. |      |                   |                   |

## Créditos
De acordo com o encarte do disco, todo o processo de elaboração de Banda do Mar atribui os seguintes créditos:
Gestão
- Zé Pereira Editora Ltda.: proprietária de direitos autorais/direitos autorais fonográficos
- Sony Music Entertainment (Brasil) Ltda.: gravadora, editora, distribuição nacional/internacional, licenciamento
- Sony DADC: impressão
- Publicado pelas empresas R.R. Agência de Música Ltda. e Sony/ATV Tree Publishing

Locais de gravação
| - Estúdio Atlântico Blue (Paço de Arcos, Portugal) | - Esúdio iá! (Lisboa, Portugal) |

Visuais e imagem
| - Mallu Magalhães: ilustração - Bruna Valença: fotografia (capa) - Pedro Trigueiro: fotografia (livreto) | - Diana Sousa: grafismo - Camila Baldin: modelo |

Produção
| - Mallu Magalhães: produção, composição, instrumentação, arranjos - Marcelo Camelo: produção, composição, instrumentação, arranjos - Fred Ferreira: produção, composição, instrumentação, arranjos - Victor Rice: som, mixagem | - Hugo Santos: som - Pedro Gerardo: som, auxiliar de gravação - Pedro Trigueiro: produção executiva - Felipe Tichauer: masterização |

Instrumentação
- Mallu Magalhães: vocais, violões, guitarra
- Marcelo Camelo: vocais, violões, guitarra, baixo, percussão
- Fred Ferreira: bateria, percussão

## Recepção

### Desempenho comercial
O álbum alcançou a primeira posição na iTunes Store brasileira, a segunda posição na iTunes Store de Portugal e a quinta posição a iTunes Store de Moçambique. Sete canções do álbum como Mais Ninguém, Hey Nana, Muitos Chocolates, Me Sinto Ótima, Vamos Embora, Pode Ser e Cidade Nova figuraram entre as canções mais baixadas do Brasil e Portugal.
No total, o disco Banda do Mar vendeu mais de 30.000 cópias no Brasil. Em Portugal, foram vendidas mais de 15.000 cópias.

### Crítica profissional
| Críticas profissionais | Críticas profissionais |
| Avaliações da crítica  | Avaliações da crítica  |
| Fonte                  | Avaliação              |
| ---------------------- | ---------------------- |
| Folha de S.Paulo       | Ótimo                  |
| O Globo                | Bom                    |
| Mauro Ferreira         | [ 9 ]                  |
| Monkeybuzz             | [ 10 ]                 |
| Miojo Indie            | 8.5                    |

As críticas publicadas em torno do disco Banda do Mar são predominantemente positivas. Escrevendo para a Folha de S.Paulo, Thales de Menezes classificou o álbum como o mais agradável lançado no ano de 2014, comparando o método de composição de Camelo e Magalhães com o de John Lennon e Yoko Ono no LP Double Fantasy (1980). O jornalista sinaliza a semelhança ao disco 4, lançado por Marcelo Camelo com os Los Hermanos, e o rumo de sucesso ao pop das faixas, que "que grudam no ouvido e a gente sai assobiando pelo resto do dia". Menezes finaliza afirmando que as músicas agradam logo na primeira audição evidenciando o grande mérito do álbum, que pode ser classificado como "descompromissado".
Carlos Albuquerque, em crítica para o jornal O Globo, ressalta que Mallu Magalhães e Marcelo Camelo não apenas receberam um novo parceiro, o baterista português Fred Ferreira, que completou a banda, mas também "um fôlego capaz de renovar suas personalidades musicais". Albuquerque também afirma que o disco não nada feito por Camelo, em sua carreira e solo com os Hermanos, ou por Magalhães, tendo grandes referências ao som da jovem guarda, dos Beatles e da surf music, o que revela uma personalidade mais descomplicada e feliz da banda.
Já o crítico musical carioca Mauro Ferreira diz que o álbum pode ser encarado como uma declaração de amor entre Marcelo e Mallu ou vice-versa, por mais que Fred Ferreira ajude a construir a arquitetura pop do disco. Ferreira também ressalva que "com tanto mel, o disco poderia soar adocicado, mas se desvia da trilha sentimental no toque de suas guitarras", o que anula qualquer eventual resquício de sentimentalismo. Finaliza complementando que o LP soa sincero e é cativante, uma vez que a safra de inéditas do casal é de ótima qualidade e se afina harmoniosamente em conjunto com o clima mais solar e agitado do disco.

### Trilhas Sonoras
- A faixa "Mais Ninguém" faz parte da trilha sonora da telenovela das sete Alto Astral (2014), da Rede Globo.
- A faixa "Mais Ninguém" faz parte da trilha sonora da série Malhação: Seu Lugar no Mundo (2015), da Rede Globo.
- A faixa "Dia Clarear" faz parte da trilha sonora da telenovela das seis A Regra do Jogo (2015), da Rede Globo.
- A faixa "Mais Ninguém"" faz parte da trilha sonora do filme Meu Passado Me Condena 2 (2015).
- A faixa "Faz Tempo" faz parte da trilha sonora da telenovela das seis Sol Nascente (2016), da Rede Globo.
- A faixa "Seja Como For" faz parte da trilha sonora da série Malhação: Viva a Diferença (2017), da Rede Globo.
- A faixa "Me Sinto Ótima" faz parte da trilha sonora da telenovela das sete O Tempo Não Para (2018) da Rede Globo.

## Turnê Banda do Mar
Uma semana depois do lançamento de Banda do Mar, em 13 de agosto de 2014, a banda anunciou as primeiras datas da turnê em promoção do disco em suas redes socais. A digressão percorreu por mais de 40 cidades entre Brasil e Portugal com 57 concertos, no total.

### Repertório
1. "Cidade Nova"
2. "Me Sinto Ótima"
3. "Hey Nana"
4. "Mais Ninguém"
5. "Pode Ser"
6. "Mia"
7. "Faz Tempo"
8. "Velha e Louca" (Mallu Magalhães)
9. "Anna Júlia" (Los Hermanos)
10. "Olha Só, Moreno" (Mallu Magalhães)
11. "Sambinha Bom" (Mallu Magalhães)
12. "Além do Que Se Vê" (Los Hermanos)
13. "Solar"
14. "Seja Como For"
15. "Doce Solidão" (Marcelo Camelo)
16. "Janta" (Marcelo Camelo)
17. "Dia Clarear"

Encore:
1. "Cena" (Mallu Magalhães)
2. "Morena" (Los Hermanos)
3. "Muitos Chocolates"

### Datas
| Datas                   | Datas            | Datas    | Datas                                                    |
| Data                    | Cidade           | País     | Local                                                    |
| ----------------------- | ---------------- | -------- | -------------------------------------------------------- |
| 10 de outubro de 2014   | Porto Alegre     | Brasil   | Auditório Araújo Vianna                                  |
| 11 de outubro de 2014   | Rio de Janeiro   | Brasil   | Circo Voador                                             |
| 12 de outubro de 2014   | Rio de Janeiro   | Brasil   | Circo Voador                                             |
| 17 de outubro de 2014   | Dourados         | Brasil   | Parque Antenor Martins                                   |
| 18 de outubro de 2014   | Americana        | Brasil   | Espaço Americana                                         |
| 24 de outubro de 2014   | Natal            | Brasil   | Arena das Dunas                                          |
| 25 de outubro de 2014   | Fortaleza        | Brasil   | Centro Dragão do Mar de Arte e Cultura                   |
| 30 de outubro de 2014   | Florianópolis    | Brasil   | Espaço Floripa                                           |
| 31 de outubro de 2014   | São Paulo        | Brasil   | Audio Club                                               |
| 1 de novembro de 2014   | Salvador         | Brasil   | Teatro Castro Alves                                      |
| 7 de novembro de 2014   | Ribeirão Preto   | Brasil   | Theatro Pedro II                                         |
| 8 de novembro de 2014   | Juiz de Fora     | Brasil   | Cultural Bar                                             |
| 7 de novembro de 2014   | Ribeirão Preto   | Brasil   | Theatro Pedro II                                         |
| 22 de novembro de 2014  | Curitiba         | Brasil   | Tresor Eventos                                           |
| 29 de novembro de 2014  | Belo Horizonte   | Brasil   | Music Hall                                               |
| 6 de dezembro de 2014   | Rio de Janeiro   | Brasil   | Fundição Progresso                                       |
| 7 de dezembro de 2014   | Brasília         | Brasil   | Parque da Cidade Dona Sarah Kubitschek                   |
| 9 de dezembro de 2014   | Goiânia          | Brasil   | Centro de Cultura e Eventos Prof. Ricardo Freua Bufáiçal |
| 13 de dezembro de 2014  | Recife           | Brasil   | Centro de Convenções de Pernambuco                       |
| 14 de dezembro de 2014  | Belém            | Brasil   | Hangar Centro de Convenções e Feiras da Amazônia         |
| 19 de dezembro de 2014  | São Paulo        | Brasil   | Sesc Vila Mariana                                        |
| 20 de dezembro de 2014  | São Paulo        | Brasil   | Sesc Vila Mariana                                        |
| 21 de dezembro de 2014  | São Paulo        | Brasil   | Sesc Vila Mariana                                        |
| 22 de janeiro de 2015   | Rio de Janeiro   | Brasil   | Marina da Glória                                         |
| 23 de janeiro de 2015   | Salvador         | Brasil   | Parque de Exposições Agropecuárias de Salvador           |
| 27 de janeiro de 2015   | Lisboa           | Portugal | Teatro Tivoli BBVA                                       |
| 28 de janeiro de 2015   | Lisboa           | Portugal | Teatro Tivoli BBVA                                       |
| 13 de fevereiro de 2015 | Faro             | Portugal | Teatro das Figuras                                       |
| 21 de fevereiro de 2015 | Guimarães        | Portugal | Centro Cultural Vila Flor                                |
| 28 de fevereiro de 2015 | Beja             | Portugal | Pax Julia                                                |
| 7 de março de 2015      | Ílhavo           | Portugal | Casa Cultural de Ílhavo                                  |
| 14 de março de 2015     | Ponta Delgada    | Portugal | Teatro Micaelense                                        |
| 17 de março de 2015     | Porto            | Portugal | Plano B                                                  |
| 20 de março de 2015     | Belo Horizonte   | Brasil   | Music Hall                                               |
| 21 de março de 2015     | Belo Horizonte   | Brasil   | Music Hall                                               |
| 26 de março de 2015     | Porto Alegre     | Brasil   | Bar Opinião                                              |
| 28 de março de 2015     | São Paulo        | Brasil   | Autódromo de Interlagos                                  |
| 3 de abril de 2015      | Rio de Janeiro   | Brasil   | Circo Voador                                             |
| 10 de abril de 2015     | Vitória          | Brasil   | Arena Vitória                                            |
| 11 de abril de 2015     | Sorocaba         | Brasil   | Parque Carlos Alberto de Souza                           |
| 18 de abril de 2015     | Brasília         | Brasil   | Orla do Lago Paranoá                                     |
| 23 de abril de 2015     | Aracaju          | Brasil   | Teatro Tobias Barreto                                    |
| 24 de abril de 2015     | Recife           | Brasil   | Baile Perfumado                                          |
| 24 de abril de 2015     | Maceió           | Brasil   | Espaço Jaraguá                                           |
| 30 de abril de 2015     | São Paulo        | Brasil   | Audio Club                                               |
| 15 de maio de 2015      | Ovar             | Portugal | Centro de Arte de Ovar                                   |
| 16 de maio de 2015      | Braga            | Portugal | Theatro Circo                                            |
| 23 de maio de 2015      | Figueira da Foz  | Portugal | Centro de Artes e Espectáculos da Figueira da Foz        |
| 30 de maio de 2015      | Castelo Branco   | Portugal | Cine-Teatro Avenida                                      |
| 5 de junho de 2015      | Porto            | Portugal | Parque da Cidade do Porto                                |
| 13 de junho de 2015     | Évora            | Portugal | Páteo de São Miguel                                      |
| 11 de julho de 2015     | Freamunde        | Portugal | Sebastianas de Freamunde                                 |
| 18 de julho de 2015     | Lisboa           | Portugal | Parque das Nações                                        |
| 25 de julho de 2015     | Espinho          | Portugal | Praça do Município                                       |
| 9 de agosto de 2015     | Viseu            | Portugal | Feira de São Mateus                                      |
| 22 de agosto de 2015    | Paredes de Coura | Portugal | Praia Fluvial do Rio Tabuão                              |
| 9 de setembro de 2015   | Lisboa           | Portugal | Music Box                                                |

## Histórico de Lançamento
| País   | Data                  | Formato(s)       | Gravadora      |
| ------ | --------------------- | ---------------- | -------------- |
| Mundo  | 5 de agosto de 2014   | download digital | Sony Music     |
| Brasil | 5 de setembro de 2014 | CD LP            | Sony Music NRC |